# Laboulbenia dubia
Laboulbenia dubia Thaxt. – gatunek grzybów z rzędu owadorostowców (Laboulbeniales). Pasożyt owadów.

## Systematyka i nazewnictwo
Pozycja w klasyfikacji według Index Fungorum: Laboulbenia, Laboulbeniaceae, Laboulbeniales, Laboulbeniomycetidae, Laboulbeniomycetes, Pezizomycotina, Ascomycota, Fungi.
Gatunek ten po raz pierwszy opisał w 1902 r. Roland Thaxter na owadzie Philonthus politus w Wielkiej Brytanii.

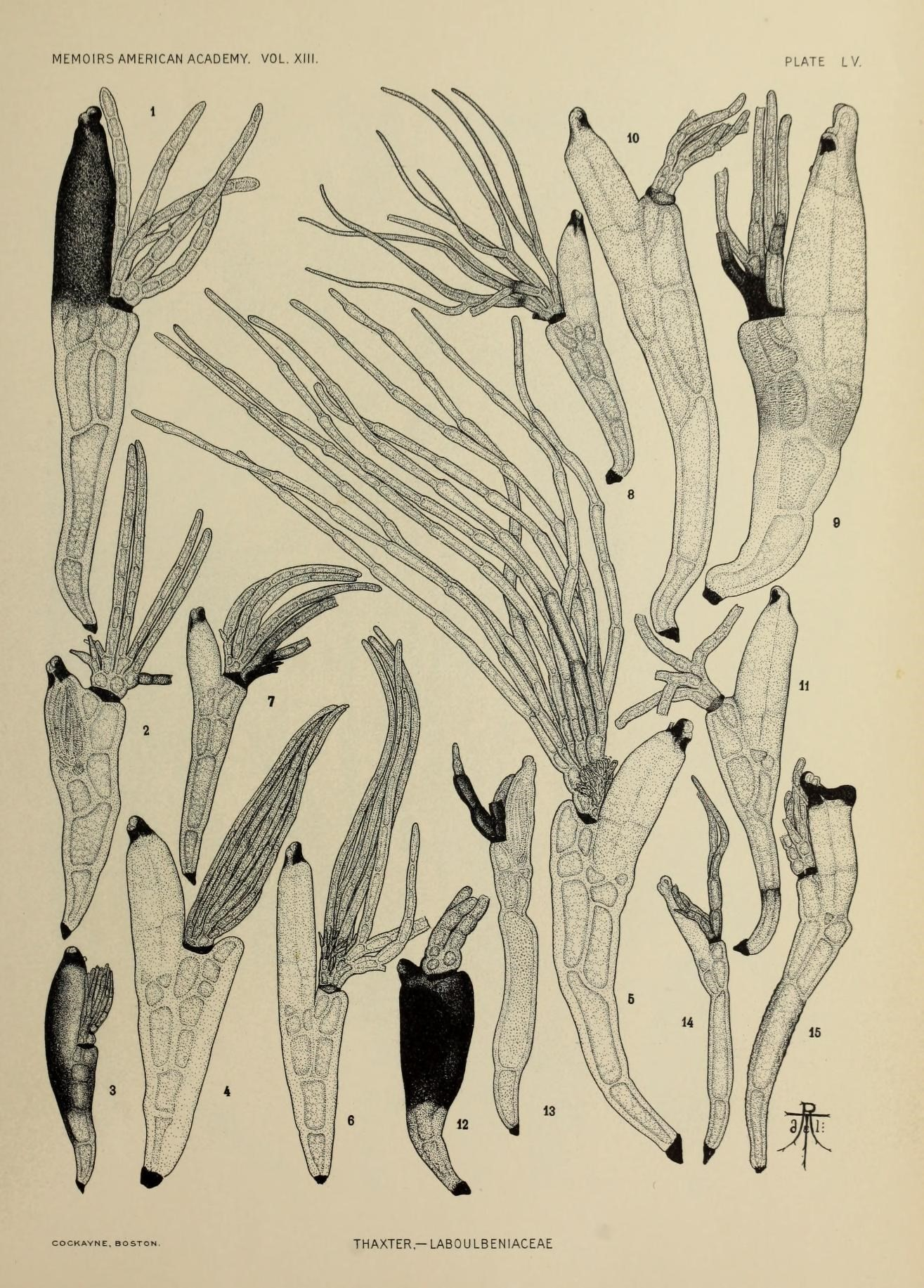
Laboulbenia dubia nr 1. Pozostałe to inne gatunki Laboulbenia

## Charakterystyka
Grzyb entomopatogeniczny, pasożyt zewnętrzny owadów. Nie powoduje śmierci owada i zazwyczaj wyrządza mu niewielkie szkody. W Polsce Tomasz Majewski w 1994 i 2003 r. opisał jego występowanie na chrząszczach Philonthus cognatus i Philonthus mannerheimi z rodziny kusakowatych (Staphylinidae).